# Smulterskäret
Smulterskäret est une île et une réserve naturelle de l’archipel de Luleå en Suède,,.

## Présentation
L'île de Smulterskäret est situé à environ 26 kilomètres à l'est-sud-est du centre-ville de Luleå,  dans l'archipel de Luleå, au sud de Mjoön et à l'ouest de Småskär.
La zone naturelle de Smulterskäret est une réserve naturelle relativement nouvelle, créée le 29 décembre 2015 et gérée par le conseil du comté de Norrbotten. 
La réserve naturelle comprend toute l'île de Smulterskäret et le sud de l'île de Mjoön. 
La réserve a une superficie totale de 323 hectares. 
Sur cette superficie, 83 hectares sont des terres, 239 hectares sont de l'eau et 54 hectares sont des forêts. 
À Smulterskäret se trouve une vieille forêt naturelle, principalement composée d'épicéas. 
Les arbres tombés fournissent un habitat à de nombreuses espèces rares. 
Un ancien village de pêcheurs est situé à l'extrémité sud-est de Smulterskäret.
Dans le détroit peu profond entre Smulterskäret et Mjoön, les baies sont transformées en zones humides. Pour les oiseaux marins, échassiers et autres oiseaux, les milieux protégés du détroit constituent de formidables lieux de nidification.
Les inventaires d'oiseaux côtiers réalisés par le Conseil du comté de Norrbotten montrent que la population d'oiseaux de la zone est particulièrement riche.